# Quipapá (kommun)
Quipapá är en kommun i Brasilien.   Den ligger i delstaten Pernambuco, i den östra delen av landet, 1 500 km nordost om huvudstaden Brasília. Antalet invånare är 24 187.
Följande samhällen finns i Quipapá:
- Quipapá

Omgivningarna runt Quipapá är en mosaik av jordbruksmark och naturlig växtlighet. Runt Quipapá är det ganska tätbefolkat, med 93 invånare per kvadratkilometer.